# Lubańskie
Lubańskie, Lubański Potok – potok, prawy dopływ Ochotnicy o długości 4,27 km i powierzchni zlewni 3,97 km².
3 źródłowe cieki potoku znajdują się na północnych stokach Pasma Lubania w miejscowości Ochotnica Dolna. Najwyżej położone źródło znajduje się na wysokości około 990 m. Od wysokości 839 m spływa jednym korytem. Posiada kilka bocznych dopływów. Na wysokości ok. 464 m uchodzi do Ochotnicy.
Zlewnia Lubańskiego Potoku to strome zbocza górskie w większości porośnięte lasem. Tylko dno doliny w dolnym biegu potoku jest bezleśne, zajęte przez pola i zabudowania osiedli Ochotnicy Dolnej. Kolejno od góry na dół znajdują się tutaj osiedla: Zawory, Lubańskie, Równie i Sojkówka.